# Позитано, Вито
Витторио «Вито» Позитано (итал. Vito Positano; 2 октября 1833, Нойкаттаро, Апулия, Королевство обеих Сицилий  — 26 ноября 1886, Иокогама, Япония) — итальянский дипломат, участник Рисорджименто.

## Биография
Служил в королевской армии, получил чин капитана за участие в подавлении разбойных действий. После службы в армии поступил в противопожарную бригаду Бари. Сторонник Джузеппе Гарибальди, участвовал в объединении Италии.
В 1863 году после создания Королевства Италии В. Позитано поступил на дипломатическую службу в Министерство иностранных дел в Риме.
Был консулом в Триесте (Австрийская империя), позже занимал различные должности в консульствах Италии, главным образом, в Османской империи, в Корфу, на Мальте, в Алжире и Константинополе. В 1876 году был назначен вице-консулом в Софии.
Считается в Болгарии спасителем столицы — г. Софии.

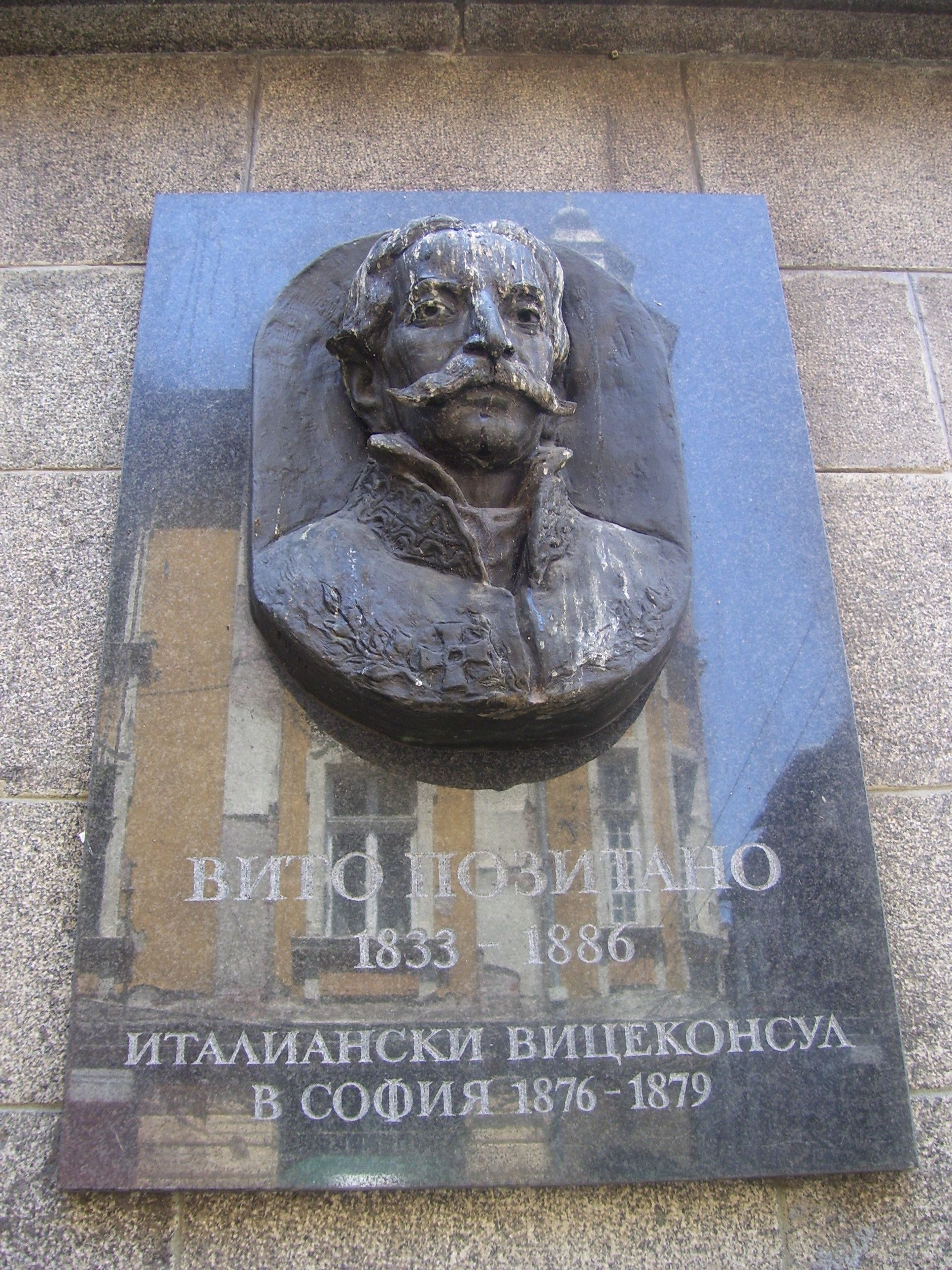
Мемориальная таблица Вито Позитано на улице его имени в Софии

Когда войска русского генерал-фельдмаршала И. В. Гурко подошли к контролируемому османами городу во время Русско-турецкой войне 1877—1878 гг., В. Позитано вместе с консулами Франции и Австро-Венгрии отказались покинуть Софию, тем самым избавив город от запланированного сожжения войсками Османской империи. После отступления турок Позитано организовал вооруженные отряды для защиты населения от мародеров (многочисленных дезертиров из армии Османской империи, башибузуков и черкесов) и пожарную команду для ликвидации отдельных пожаров; это была первая пожарная команда в истории Софии.
За свои действия во время Русско-турецкой войны 1877—1878 гг. Вито Позитано указом Российской империи стал почётным гражданином Софии, столицы недавно созданного княжества Болгарии. Награждён Орденом Святой Анны.
До 1879 года В. Позитано оставался итальянским вице-консулом в Софии. В 1881 году отправлен консулом в Дамаск, а через несколько лет — в Иокогаму (Япония), где умер в 1886 году.

## Память
В честь В. Позитано названы улицы в его родном городе и болгарской столице Софии.